# Dangriga
Dangriga, anciennement connue comme Stann Creek Town, est une ville du sud du Belize située sur la côte caraïbe, à l'embouchure de la rivière North Stann Creek. C'est la capitale du district de Stann Creek. Communément appelée « capitale culturelle du Belize » en raison de son influence sur la musique punta et d'autres formes de la culture garifuna, Dangriga est la plus grande agglomération du sud du Belize.

## Géographie
| Hope Creek |          |                   |
|            | Dangriga | Golfe du Honduras |
| Silk Grass | Hopkins  | Caye Tobacco      |

## Histoire

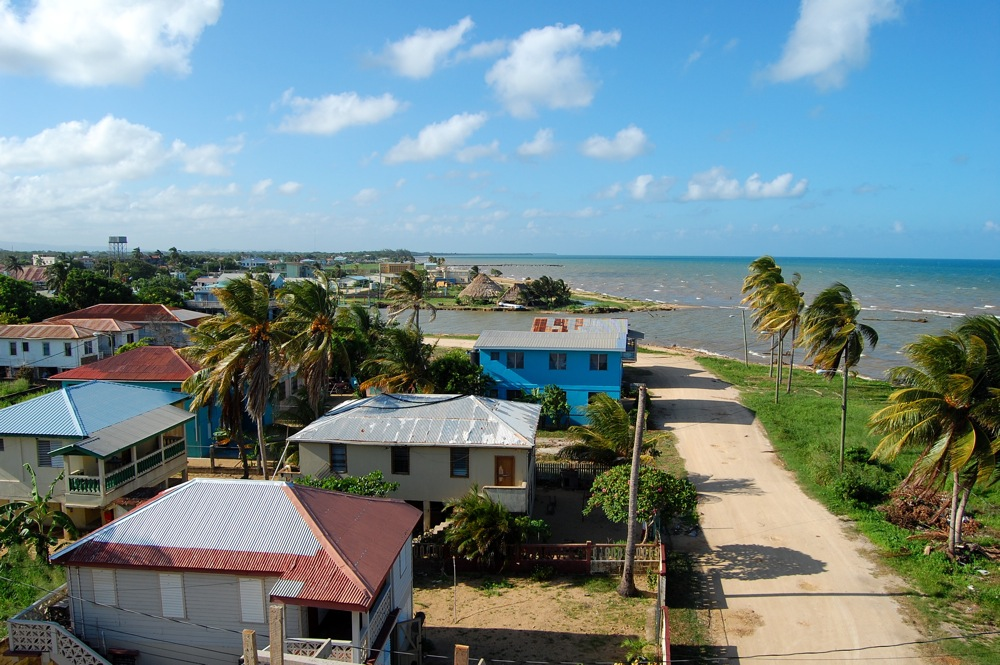
Le bord de mer à Dangriga.

Dangriga, élevée au rang de ville le 15 février 1895, est colonisée avant 1832 par des Garínagu (Caraïbes noirs, comme les appelaient les Britanniques) venus du Honduras. Pendant des années, elle est la deuxième agglomération du pays après Belize City en nombre d'habitants, mais ces dernières années, elle est dépassée par San Ignacio, Belmopan et Orange Walk Town. Depuis le début des années 1980, la culture garífuna connait un renouveau. Le nom de la ville, Dangriga est un mot garífuna signifiant « où se trouve l'eau douce » (il a été initialement adopté vers 1975).

## Politique et administration
Lors des élections municipales de 2024, Robert Mariano, le maire sortant est réélu face à Alex Lucas, candidat du Parti démocratique uni.
| Période | Période  | Identité            | Étiquette | Qualité |
| ------- | -------- | ------------------- | --------- | ------- |
| 1988    | ?        | Sylvia Flores       | PUP       |         |
| 2003    | 2006     | Cassian Nunez       | PUP       |         |
| 2006    | 2009     | Frank ‘Papa’ Mena   | UDP       |         |
| 2009    | 2012     | Aron ‘Jake’ Gongora | UDP       |         |
| 2012    | 2015     | Gilbert Swaso       | PUP       |         |
| 2015    | 2021     | Francis Humphreys   | UDP       |         |
| 2021    | en cours | Robert Mariano      | PUP       |         |

## Urbanisme

### Voies de communication et transports

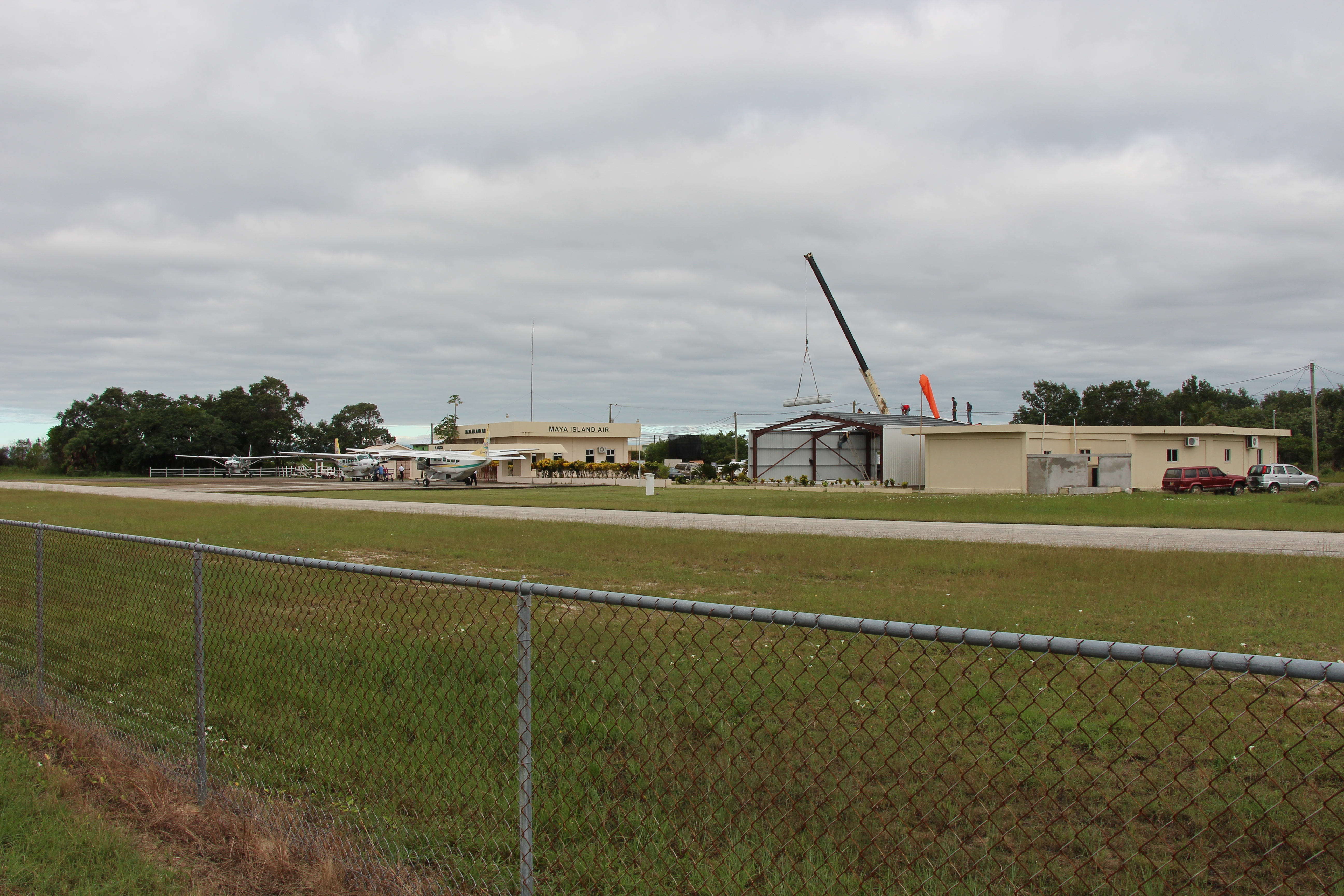
Aérodrome de Dangriga.

La ville est desservie par son propre aérodrome, l'aérodrome de Dangriga, situé au nord de la ville. Il est desservi par les compagnies Maya Island Air et Tropic Air. Il n'y a que des vols intérieurs.
La Hummingbird Highway relie Dangriga à Belmopan, la capitale du pays, située à 86 km au nord-ouest.

## Équipements et services publics

### Enseignement
La ville a de nombreuses écoles, primaires et secondaires, ainsi qu'une université, le Stann Creek Ecumenical Junior College (en) qui a ouvert en 1974.

### Santé

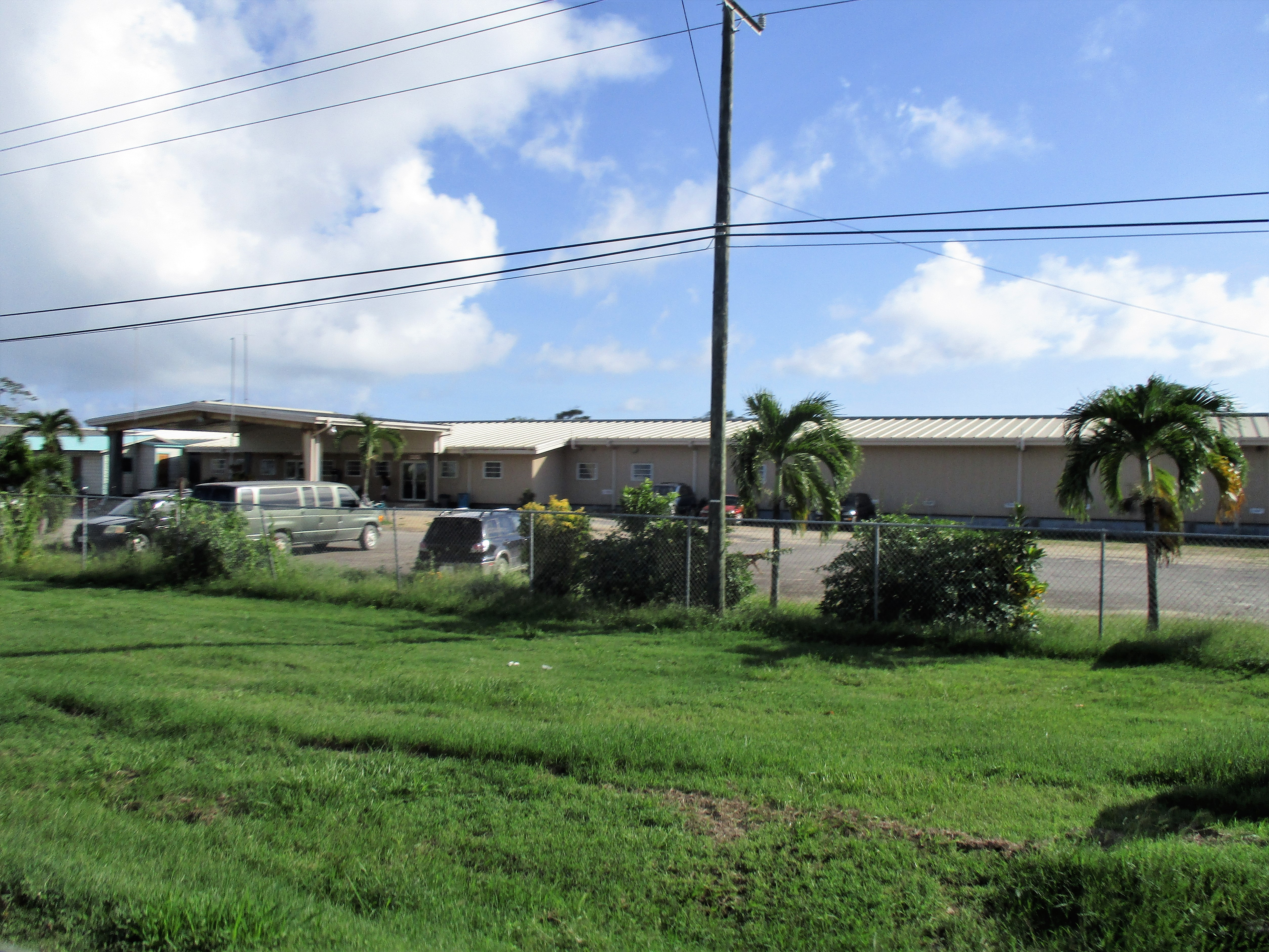
Southern Regional Hospital.

La ville est équipée d'un hôpital, le Southern Regional Hospital (anciennement nommé Dangriga Hospital).

## Population et société

### Démographie
La population est principalement composée de Garifunas, de Kriols (en) et de Mestizo. Selon l'Institut statistique du Belize, la population de Dangriga augmente régulièrement d'un recensement à l'autre. Elle est de 8 557 en 2000, 9 593 en 2010 et 9 927 en 2022. En 2022, elle est composée de 4 629 hommes et de 5 298 femmes.

### Manifestations culturelles et festivités
Dangriga est le lieu de résidence des Garifunas, un groupe culturel et ethnique issu du métissage entre des esclaves africains évadés et les autochtones des Caraïbes. Les Garifunas ont adopté la langue caraïbe mais conservent leurs traditions musicales et religieuses africaines, tout en occupant une place centrale dans l'histoire de l'Église catholique et de l'enseignement catholique au Belize. C'est également à Dangriga qu'est née la musique caribéenne Punta rock et que l'on trouve certains des groupes folkloriques du Belize.
Chaque année, au mois de novembre, une semaine de festivités est organisée jusqu'au Garifuna Settlement Day (« jour de l'installation des Garifunas ») le 19 novembre, à laquelle participent les Garifunas de toute la région. Ces festivités comprennent un défilé aux flambeaux et une cérémonie de dépôt de couronnes au monument du patriote et militant social Thomas Vincent Ramos, la sélection de « Miss Garifuna », des défilés et des services religieux spéciaux, ainsi que la course cycliste T.V. Ramos Classic Bike Race.

Garifuna Settlement Day en 2010.
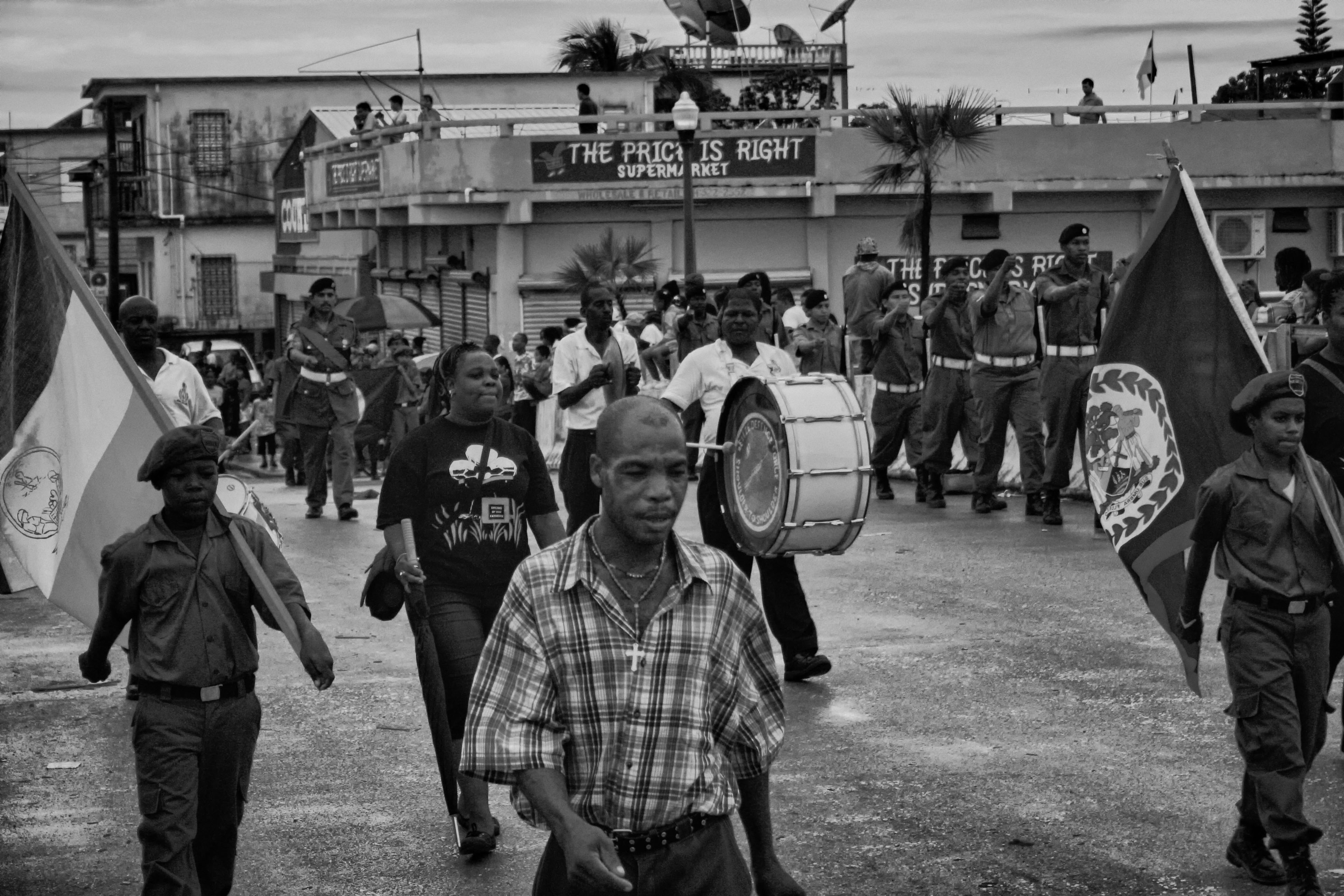
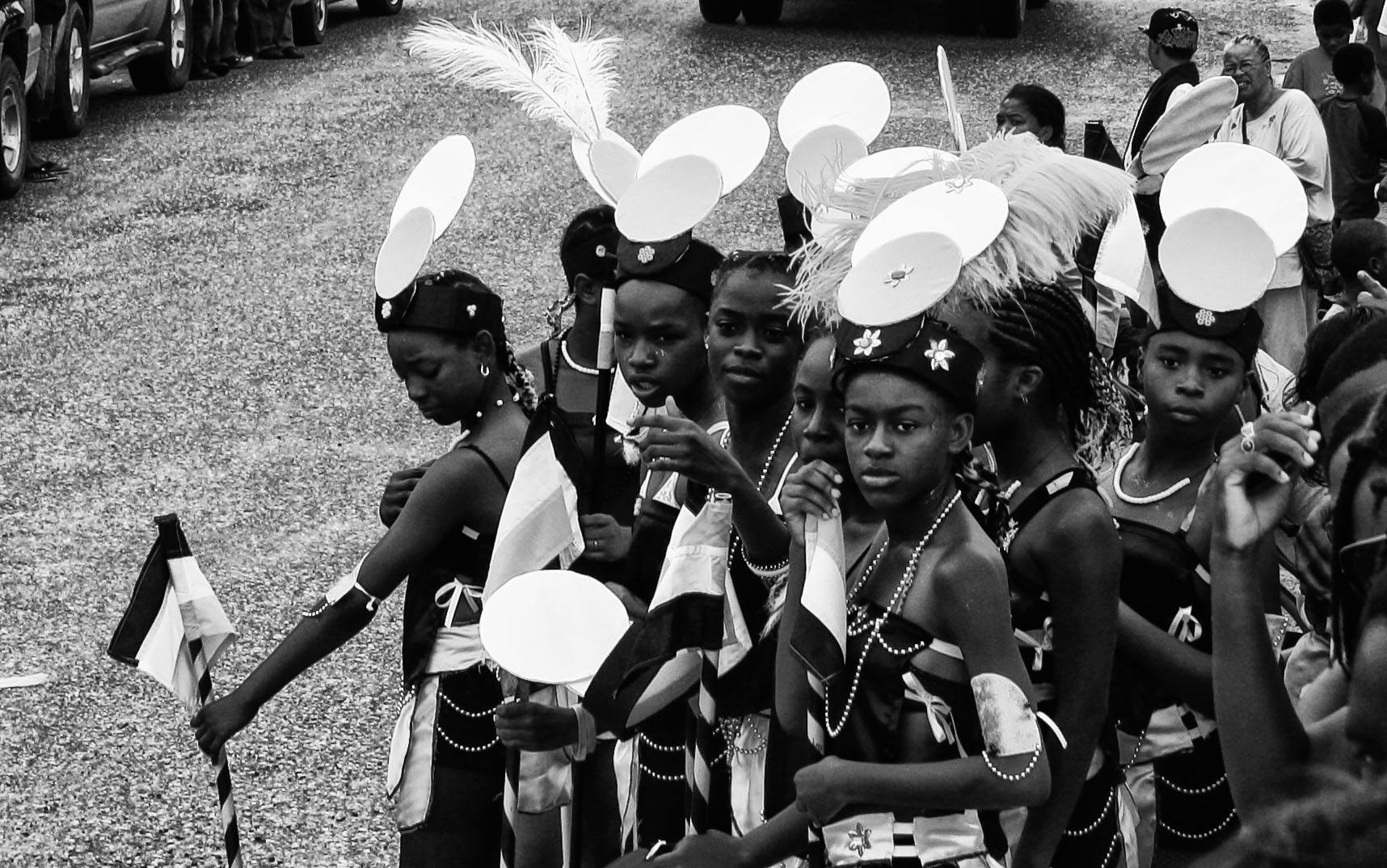
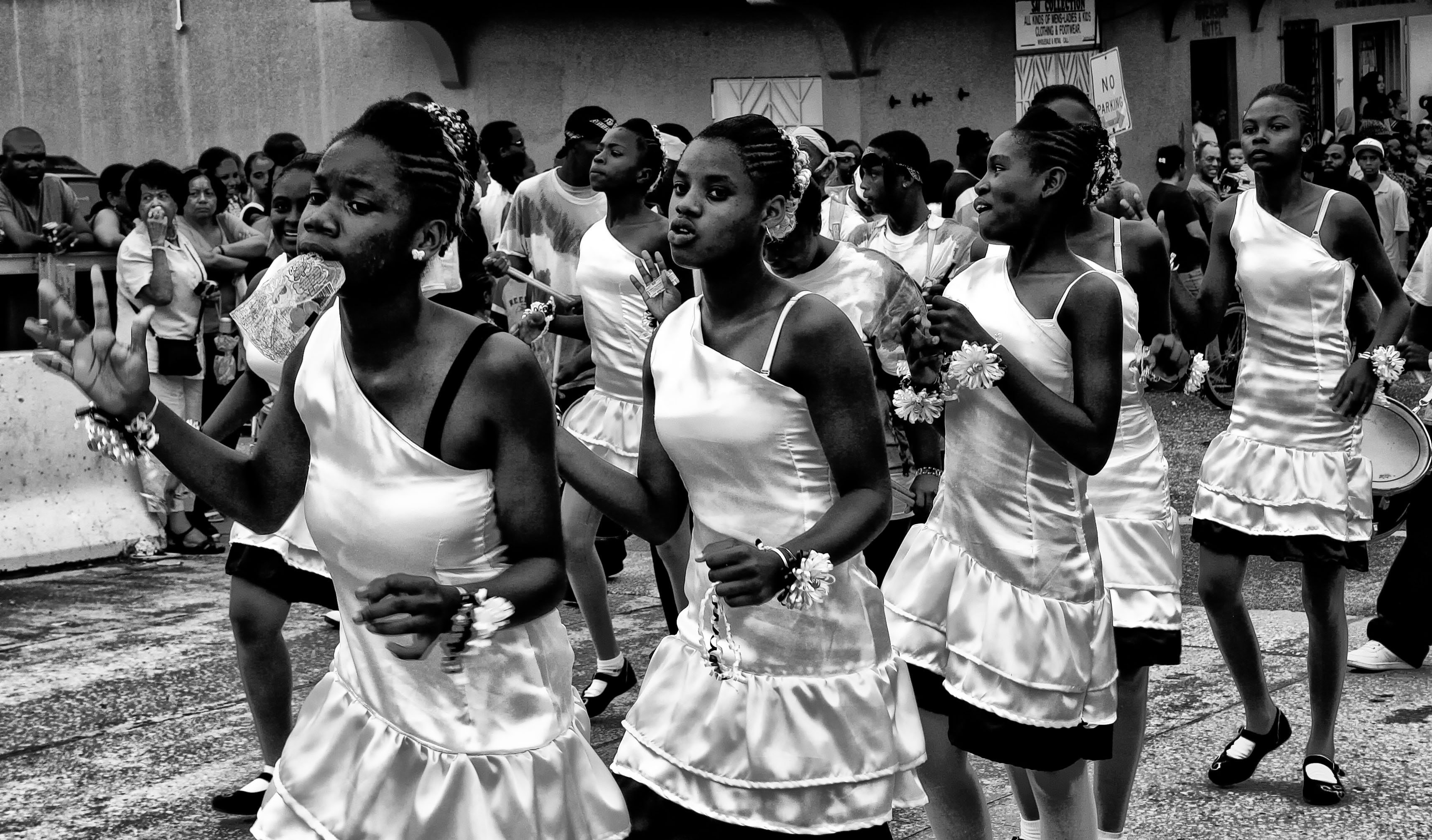

### Sports et loisirs

#### Cyclisme
Tous les ans, à la mi-novembre lors du Garifuna Settlement Day, a lieu la course cycliste T.V. Ramos Classic Bike Race. Celle-ci est divisée en six catégories et les gagnants sont récompensés avec un prix de plusieurs centaines de $BZ. Organisée par la Dangriga Cycling Association et le National Garifuna Council, elle accueille près d'une centaine de participants. Selon la catégorie, la distance à parcourir évolue entre 42 et 70 miles (entre 67 et 112 km),.

#### Football
La ville à son propre stade de foot, le Stade Carl-Ramos.

## Culture locale et patrimoine

### Architecture sacrée
L'Église du Sacré-Cœur de Dangriga (en).

### Musées
Le Gulisi Garifuna Museum est un musée ethnographique présentant l'histoire et la culture des Garifunas.

### Patrimoine environnemental
La Caye Tobacco, située à 16 km à l'est de Dangriga, peut être visitée en partant du port de Dangriga. Elle fait partie de la Réserve marine de South Water Caye (en).

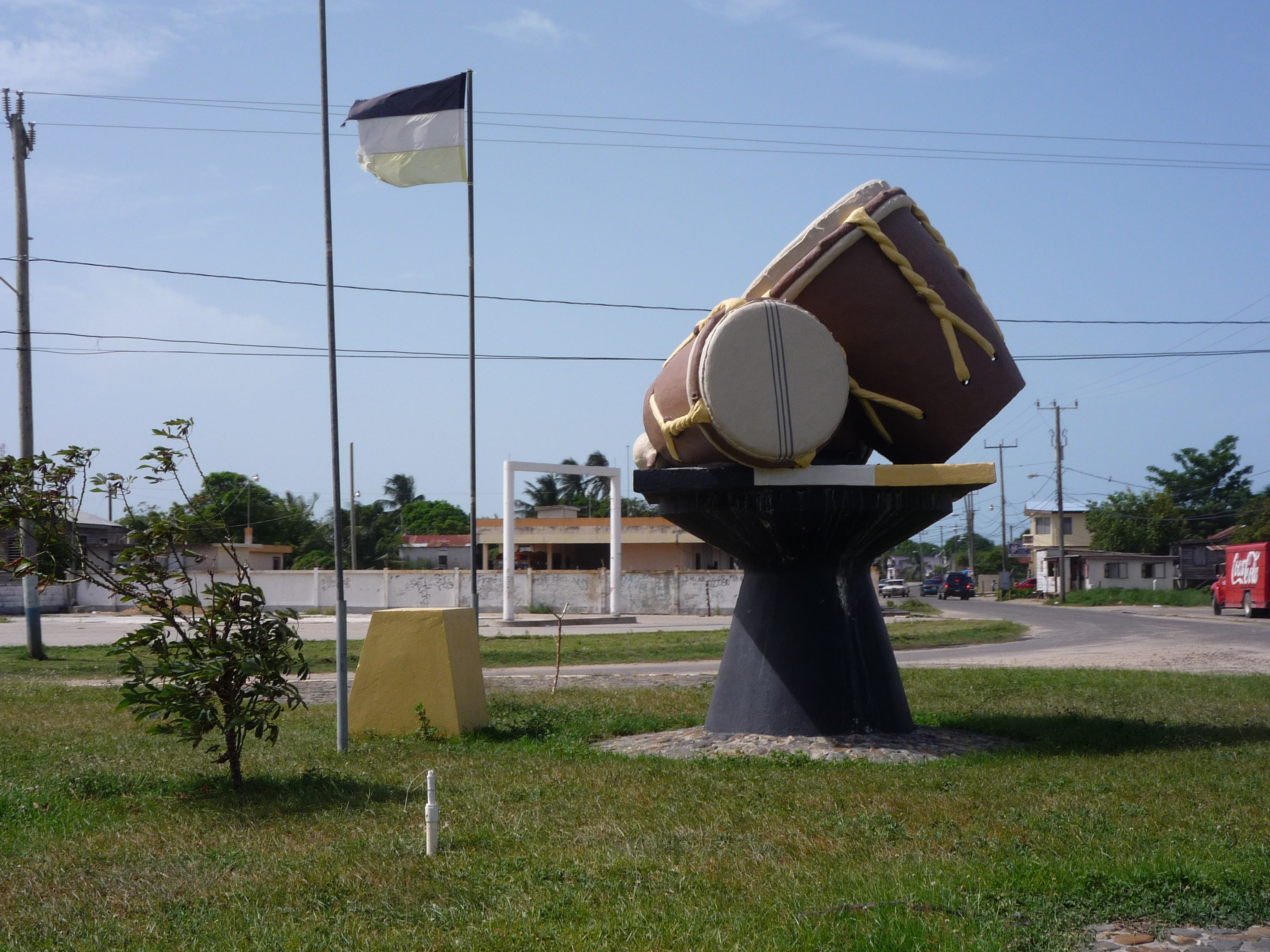
Drums of Our Fathers Monument.
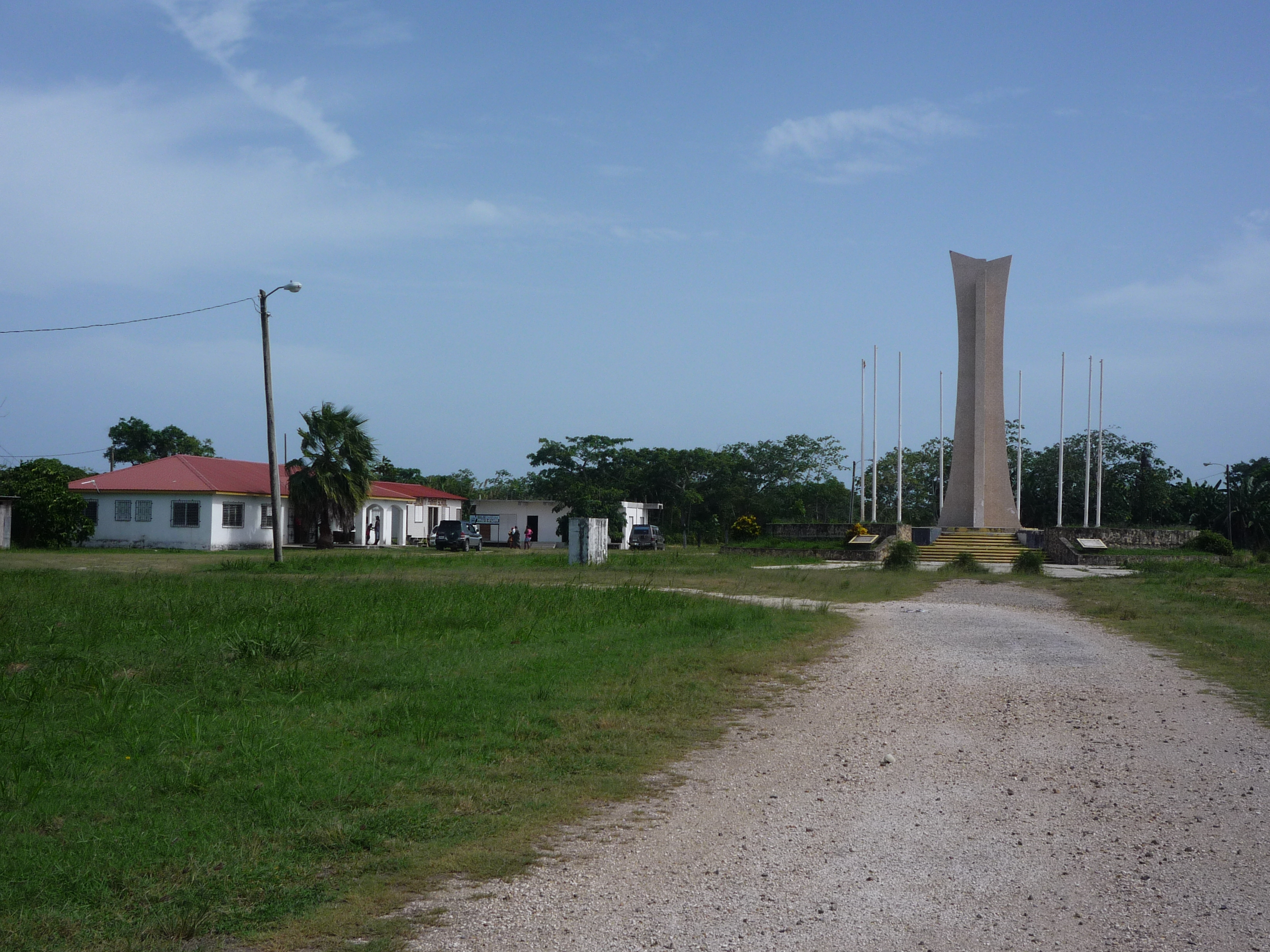
Gulisi Garifuna Museum.
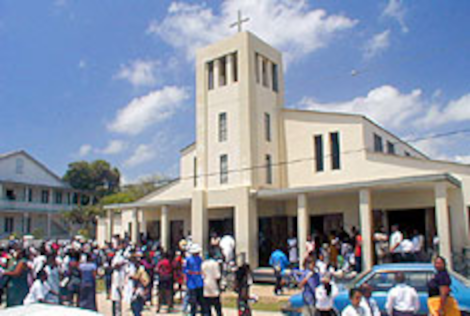
Église du Sacré-Cœur.
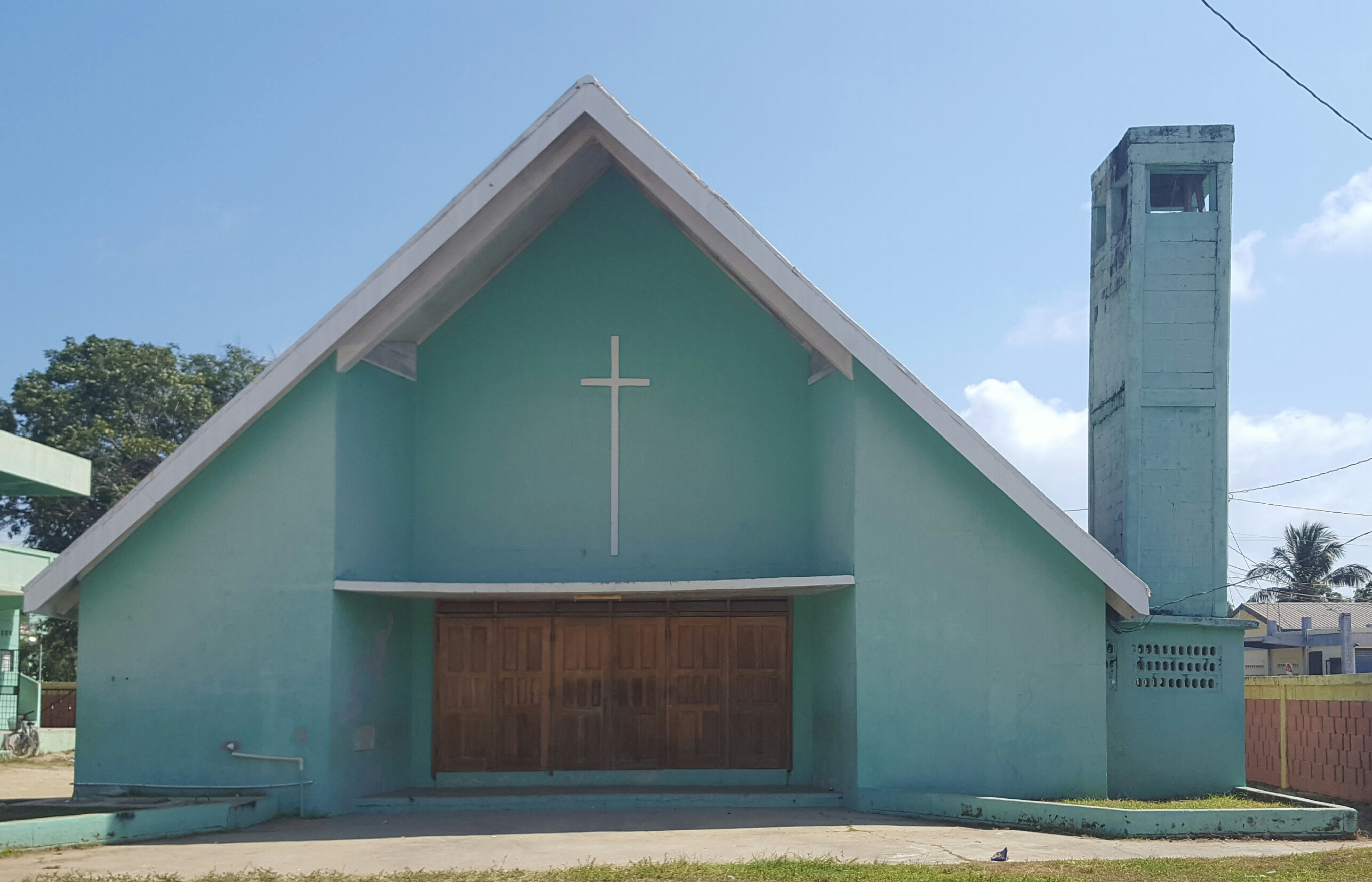
Église méthodiste d'Epworth.

### Personnalités liées à la ville
- Pen Cayetano, musicien et artiste, père de la Punta rock ;
- Sylvia Flores, femme politique ;
- Osmond P. Martin (en), évêque catholique ;
- Rakeem Nuñez-Roches (en), joueur de football américain ;
- Myrtle Palacio, femme politique ;
- Arlie Petters, physicien et mathématicien américano-bélizien ;
- Thomas Vincent Ramos (en), militant pour les droits des Garifunas.